# St. Clairsville, Ohio
St. Clairsville är administrativ huvudort i Belmont County i delstaten Ohio. Orten har fått sitt namn efter militären Arthur St. Clair. St. Clairsville hade 5 096 invånare enligt 2020 års folkräkning.